# جورج دان (ممثل)
جورج دان (بالإنجليزية: George Dunn)‏ مواليد 23 نوفمبر 1914 في براونوود، الولايات المتحدة - الوفاة 27 أبريل 1982 في لوس أنجلوس، هو ممثل أمريكي بدأ مسيرته الفنية سنة 1953. امتدت مسيرته الفنية لأكثر من 27 عاما.

## الأعمال

### أفلام
- ضخم

### مسلسلات
- أبنائي الثلاثة (1961)
- بين كيسي (1961)
- بونانزا (1961)
- ذا فيرجينيان (1962) (بدور: بيغز)
- المريخيون (1964)
- مانيكس (1972)

## روابط خارجية
- جورج دان على موقع IMDb (الإنجليزية)
- جورج دان على موقع ألو سيني (الفرنسية)
- جورج دان على موقع تيرنر كلاسيك موفيز (الإنجليزية)
- جورج دان على موقع أول موفي (الإنجليزية)
- جورج دان على موقع قاعدة بيانات الأفلام السويدية (السويدية)
- جورج دان على موقع قاعدة بيانات الفيلم (الإنجليزية)
- جورج دان على موقع كينوبويسك (الروسية)
- جورج دان على موقع كينوبويسك (الروسية)